# SS-Truppenübungsplatz Heidelager

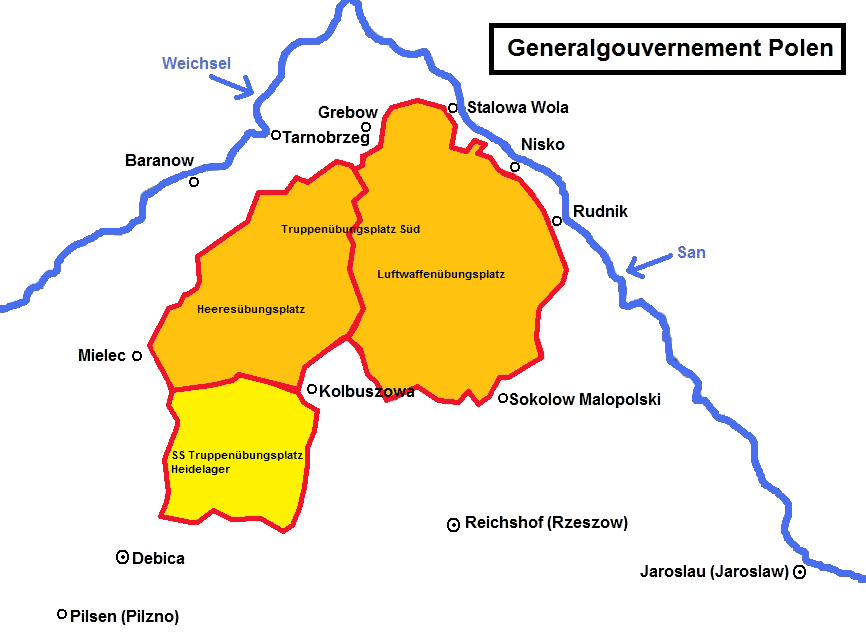

Der SS-Truppenübungsplatz Heidelager lag im deutsch besetzten Generalgouvernement in der heutigen Woiwodschaft Karpatenvorland. Die nächste größere Stadt ist Dębica, nach ihr wurde das Übungsgelände benannt.

## Lage
Das Militärgelände lag im Dreieck der Flüsse Weichsel und San. Das Gebiet wird von großen Waldgebieten dominiert. Ausgespart ist das Gebiet um Kolbuszowa mit weiteren Dörfern neben der Stadt. In dem Gebiet der Truppenübungsplätze waren bzw. sind mehrere kleine dörfliche Siedlungen vorhanden, die aber sicher bei der Einrichtung der Übungsgelände geräumt wurden. Das Zentrum des „Heidelagers“ lag bei Blizna.

## Geschichte

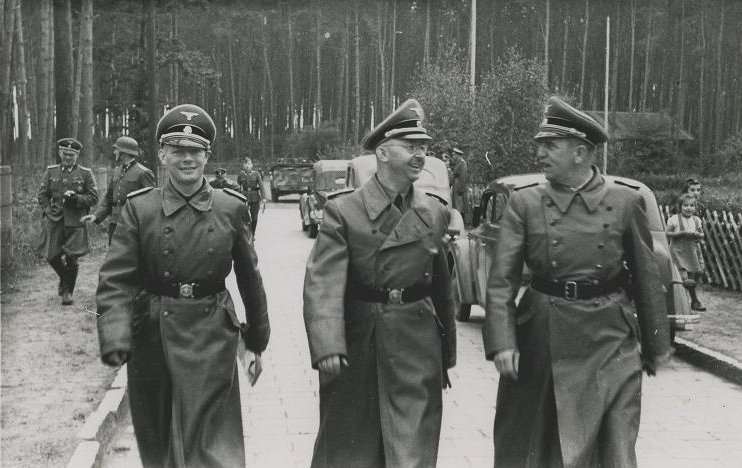
Fotoaufnahme von Heinrich Himmler während des Besuches des SS-Truppenübungsplatzes Heidelager am 28. September 1943

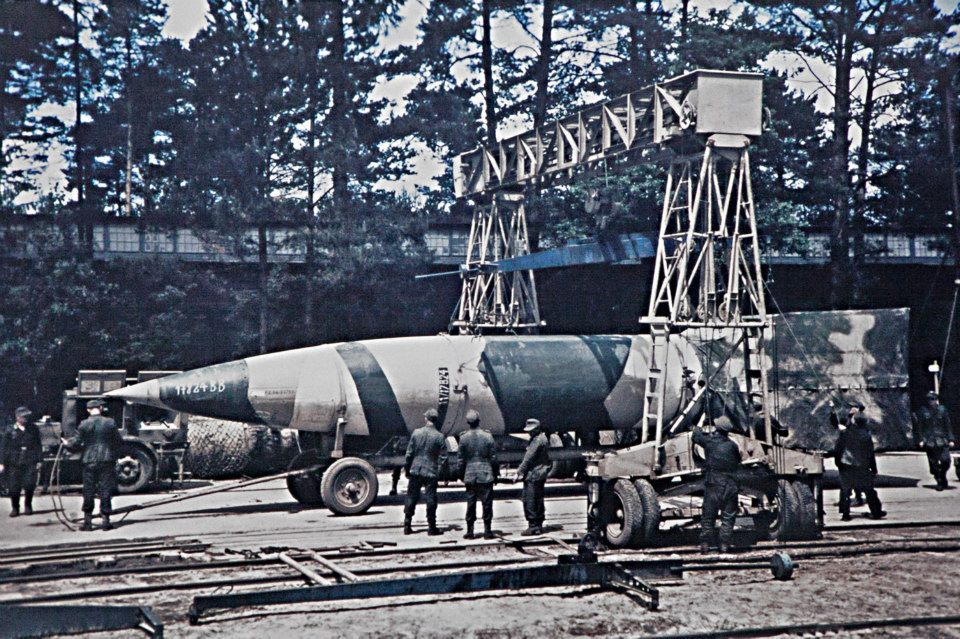
V-2 Rakete auf dem Ausbildungs- und Teststand Blizna innerhalb des Truppenübungsplatzes. Die Rakete befindet sich auf einem Vidalwagen unterhalb eines Strabokrans.

Das Militärgelände wurde am 26. Juni 1940 in der Nähe von Blizna eingerichtet, nachdem die polnischen Einwohner zwangsweise vertrieben und die Dörfer schon zerstört worden waren. Die Einrichtung beruhte auf einem Befehl des RFSS Heinrich Himmler. Dieser erließ den Befehl unter Bezug auf die Verfügung des OKW Nr. 3032 vom 21. Dezember 1939, welche die Errichtung eines SS-Truppenübungsplatzes im Raum ostwärts Debica im Generalgouvernement Polen vorsah. Der SS-Truppenübungsplatz erfuhr mehrere Namensänderungen. In der Planung firmierte er vom 21. Dezember 1939 bis 26. Juni 1940 als SS-Truppenübungsplatz „Ostpolen“. Mit dem Beginn des tatsächlichen Aufbaues des Platzes am 26. Juni 1940 wurde er in SS-Truppenübungsplatz „Debica“ umbenannt. Ab 15. März 1943 wurde der Platz als SS-Truppenübungsplatz „Heidelager“ bezeichnet.
Aufgebaut wurde der Übungsplatz als Barackenlager mit vier Ringstraßen (Lager Flandern genannt). Er sollte zum 1. Oktober 1940 für zwei verstärkte Infanterie-Regimenter fertiggestellt werden. Tatsächlich konnte er erst im Frühjahr 1941 zur Gefechts- und Verbands-Ausbildung bezogen werden. Geplant und gebaut wurde der Übungsplatz durch das SS-Hauptamt „Haushalt und Bauten“. Ein SS-internes Truppenwirtschaftslager für Güter und Nahrungsmittel sicherte den Nachschub für SS-Truppen. Ab Oktober 1941 war auf dem Gelände ein Gefangenenlager für sowjetische Kriegsgefangene vorgesehen. Es ist nicht überliefert, ob und wie dieses Lager umgesetzt wurde. Wie viele NS-Zwangsarbeiter bei der Errichtung des Platzes zum Einsatz kamen, ist bis heute nicht abschließend geklärt.
Am Südende des Truppenübungsplatzes wurde ein Arbeitslager eingerichtet. Dort bzw. bei der Arbeit im Heidelager wurden insgesamt 5000 russische Gefangene, 7500 Juden und 2500 Polen getötet.
Zwischen November 1943 und Juli 1944 wurden auf dem Übungsgelände 139 A4-Raketen (V2) zu Versuchszwecken ohne Sprengköpfe und zum Zweck der Ausbildung der Startmannschaften überwiegend in nordöstlicher Richtung gestartet, um im Bereich des an den SS-Truppenübungsplatz Heidelager anschließenden Truppenübungsplatzes Süd der Wehrmacht niederzugehen. Nach den Luftangriffen auf Peenemünde wurde beschlossen, die Ausbildung der Raketentruppen und die Erprobung der A4-Raketen nicht in der Heeresversuchsanstalt Peenemünde, sondern in Südostpolen außerhalb der Reichweite der alliierten Bomber durchzuführen.

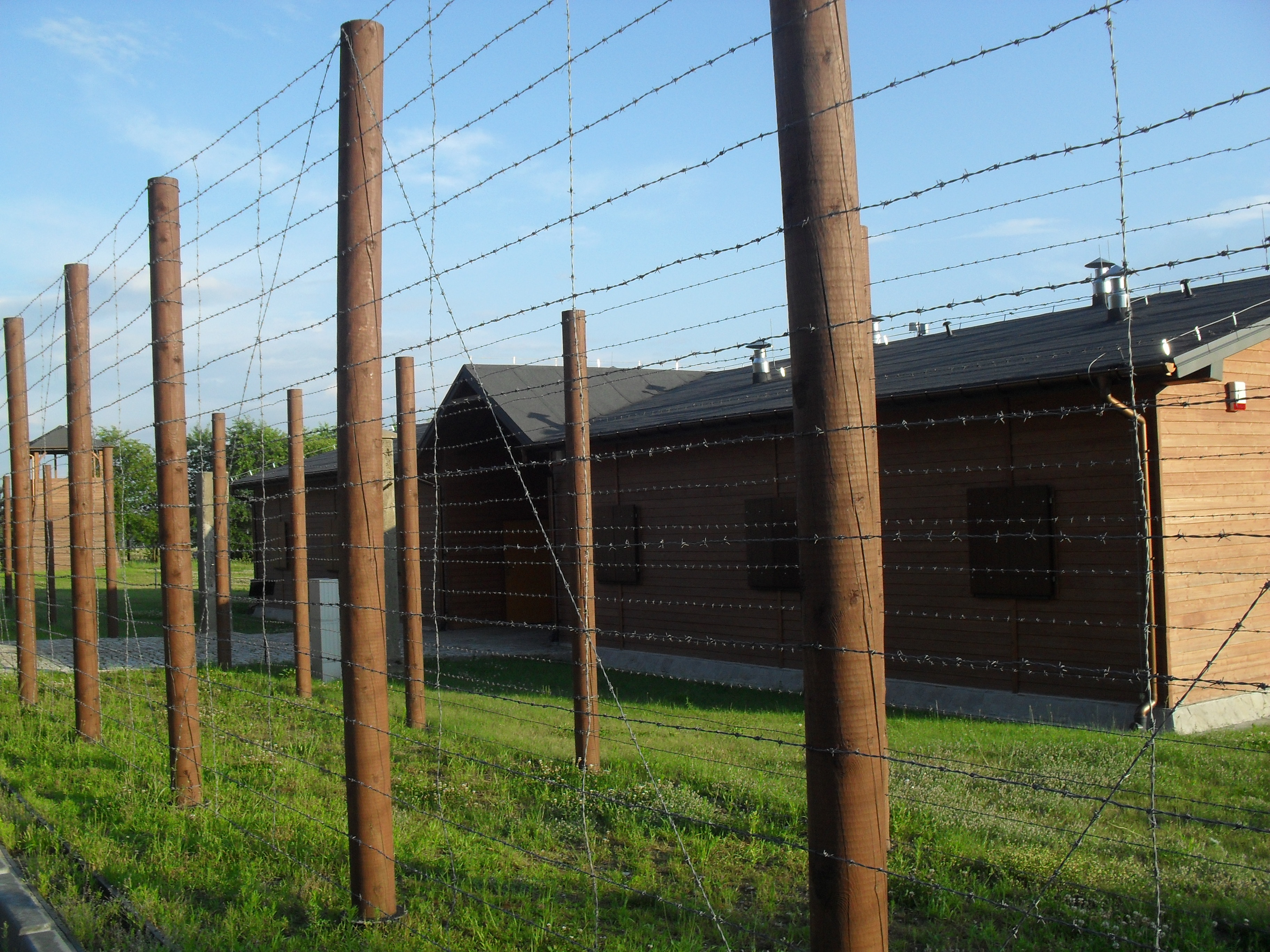
SS-Arbeitslager am Truppenübungsplatz. Wiederaufbau bei Dębica

Zu diesem Truppenübungsplatz wurde nach der Bombardierung von Peenemünde im Oktober 1943 die Lehr- und Versuchsbatterie 444 verlegt, die weitere Versuchsstarts unter feldmäßigen Bedingungen mit dem Aggregat 4 durchführte. Dort wurden auch die Bedienmannschaften für die feldmäßigen Starts an der Westfront ausgebildet.
Polnische Partisanen hatten die Starts beobachtet und fotografiert und nach London gemeldet. Am 20. Mai 1944 stellten Mitglieder der polnischen Heimatarmee Teile einer abgestürzten A4 sicher. Die wichtigsten Teile wurden zusammen mit den in Polen vorgenommenen Auswertungen in der Nacht vom 25. zum 26. Juli 1944 mit einer DC-3 der RAF, die in der Nähe von Żabno gelandet war, nach Brindisi ausgeflogen (Operation Most III). Von dort aus kamen die Teile nach London. Erstmals gelangten so Teile der V2 in die Hand der Alliierten. Am Fundort wurde nach 1990 für die Aktion und die Partisanen ein Denkmal errichtet.
Trotzdem wurden auch in Peenemünde bis zum 21. Februar 1945 weiterhin A4-Raketen zu Versuchszwecken gestartet. Da die vom SS-Truppenübungsplatz aus gestarteten Raketen – im Unterschied zu den von Peenemünde gestarteten Raketen – über bewohntes Land flogen, gab es hierbei auch Zerstörungen von Bauwerken. Im Juli 1944 mussten wegen der anrückenden sowjetischen Truppen Startaktivitäten auf dem Übungsplatz eingestellt und auf den SS-Truppenübungsplatz Westpreußen in der Tucheler Heide verlegt werden.
Nach der Räumung des SS-Truppenübungsplatzes Heidelager im Sommer 1944 soll das Gelände von einer Kampfgruppe der Waffen-SS unter Führung eines SS-Hauptsturmführers noch mehrere Tage lang verteidigt worden sein, bevor den Resten der Kampfgruppe mit den Verwundeten der Ausbruch auf LKW gelungen sein soll. Bei der Räumung des Truppenübungsplatzes wurde das gesamte Lager durch Feuer vernichtet.
Wegen der auf dem Truppenübungsplatz begangenen Straftaten wurden von polnischen Einzelpersonen und der Hauptkommission zur Erforschung der Hitler-Verbrechen in Polen ab 1959 Strafanzeige gestellt. Es kam zu umfangreichen Ermittlungen in Deutschland, in denen versucht wurde, die Verbrechen auf dem Truppenübungsplatz und im jüdischen Zwangsarbeitslager Pustkow zu klären.

## Heute

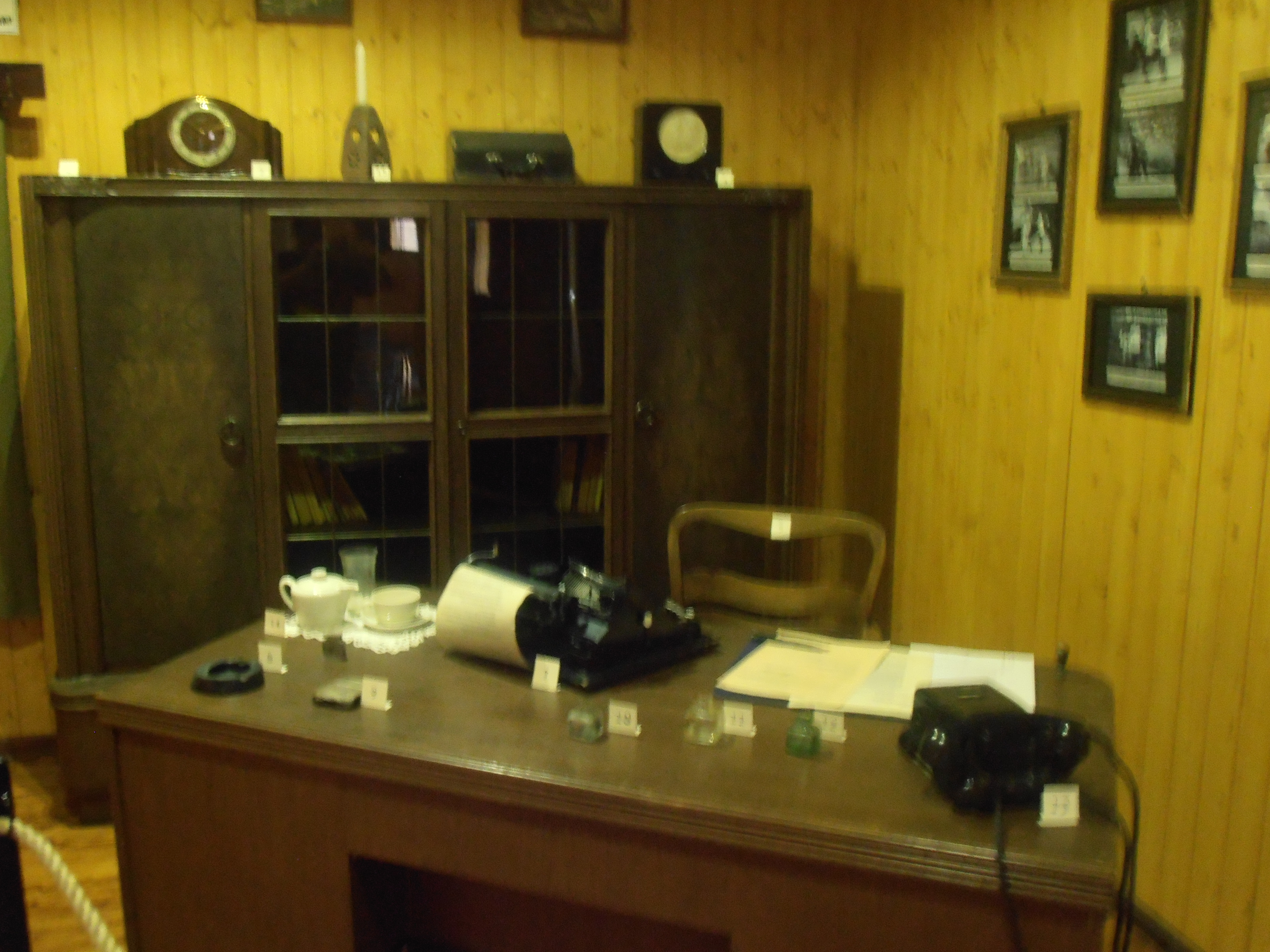
Privates Büro des Lagerkommandanten Bernhardt Voss im nachgebauten Teil des Lagers

Bei Blizna wurde ein Teil des Lagers nachgebaut und ein touristisches Zentrum mit Gedenkplätzen usw. eingerichtet. Überreste, wie Bunker, Startplätze und Baufundamente, sind zu besichtigen.
Gleiches gilt für das Gefangenen- bzw. KZ-Lager in Pustkow.
Auf dem ehemaligen Übungsplatz nördlich von Blizna befindet sich ein gesperrtes Militärgelände der polnischen Armee.

## Bilder

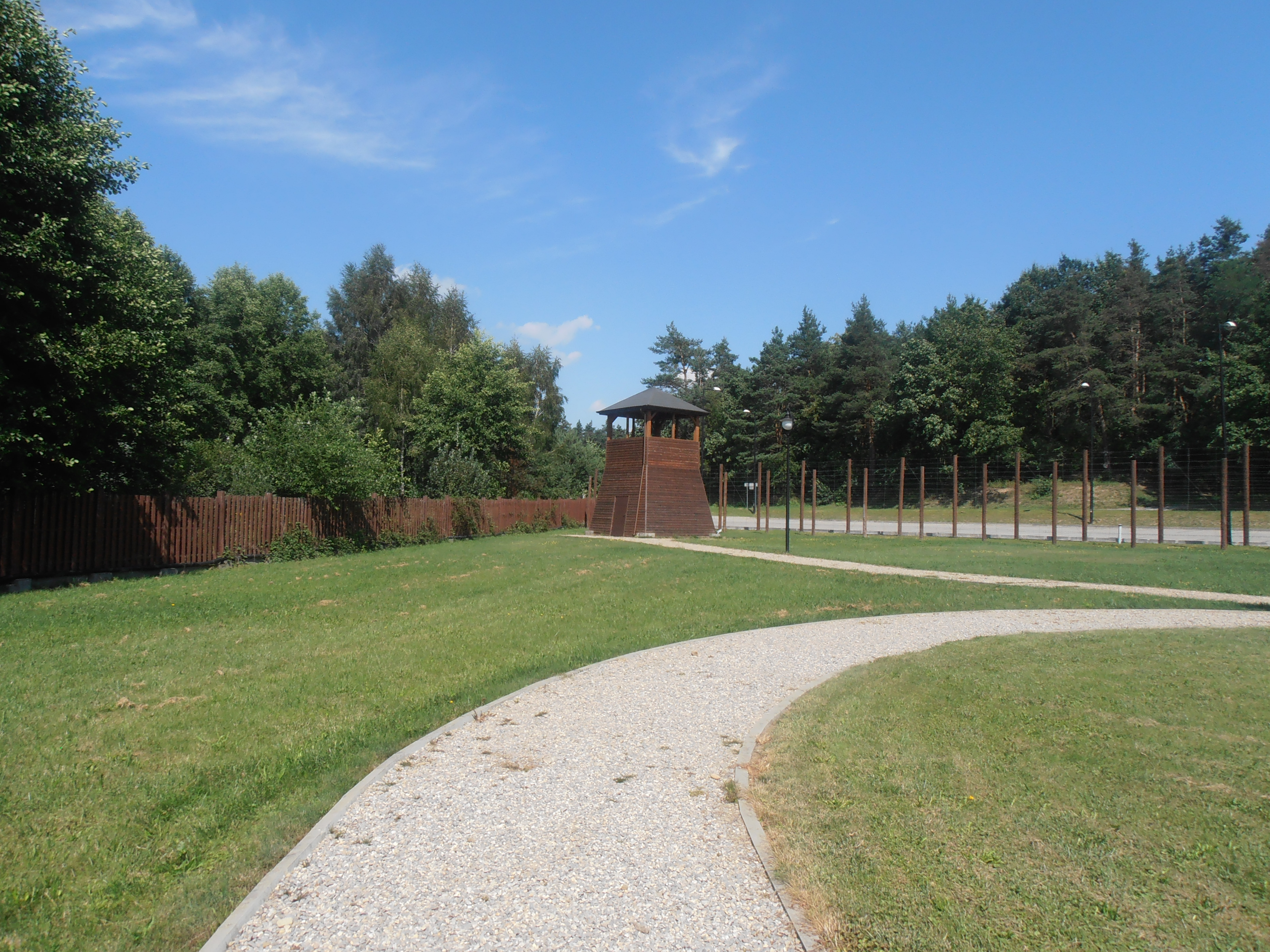
Blick auf das Lager
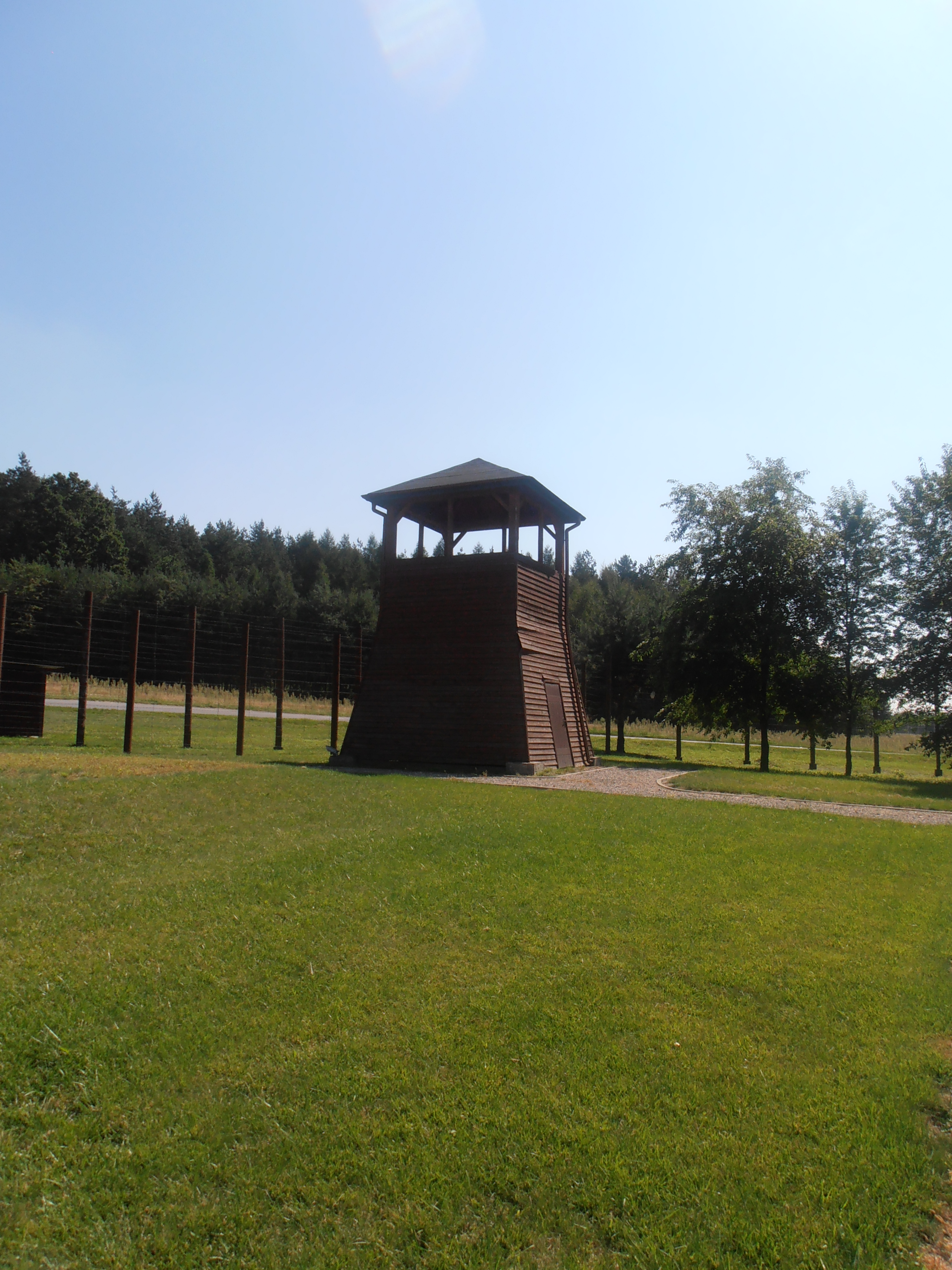
Wachturm
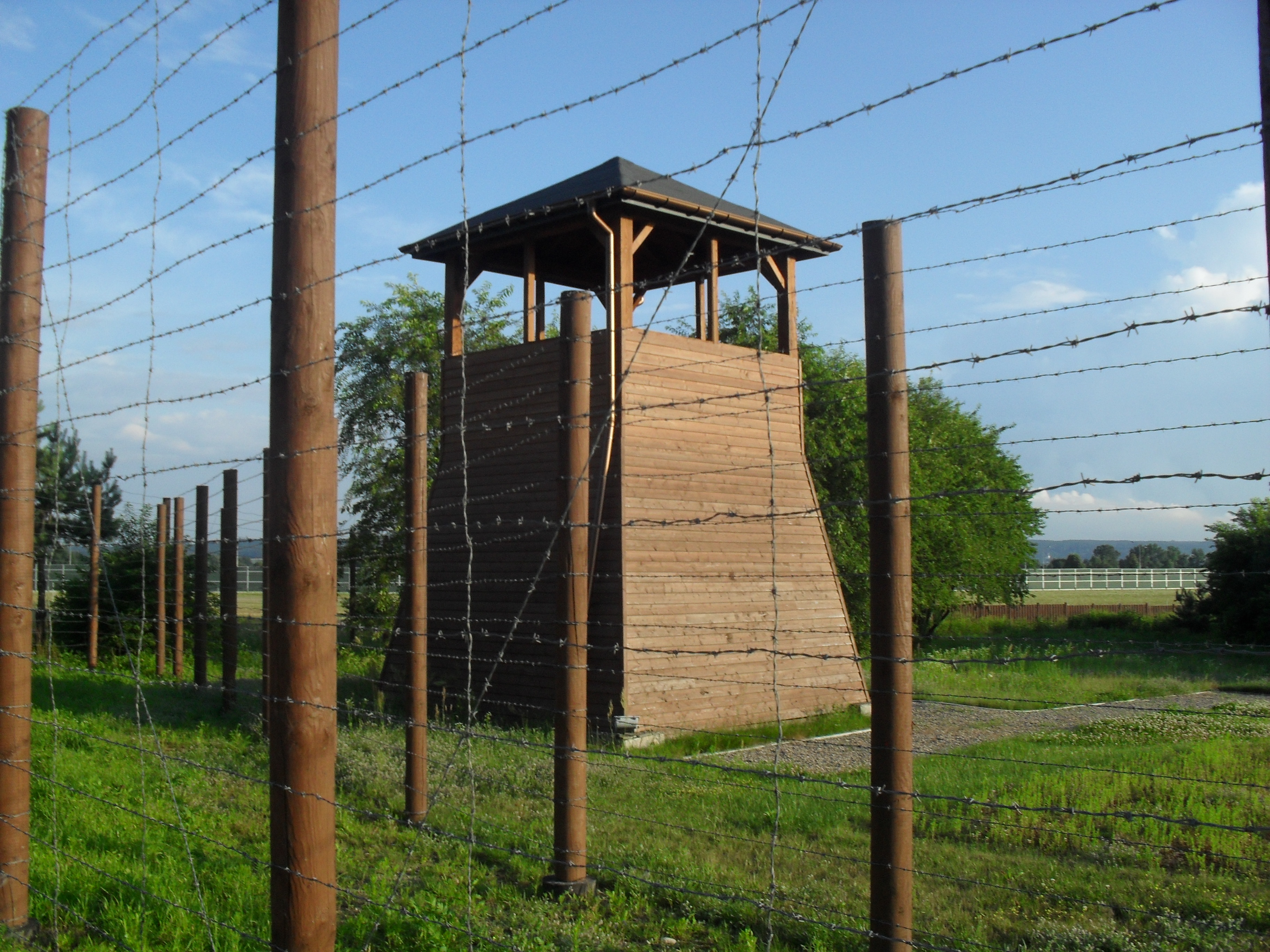
Wachturm
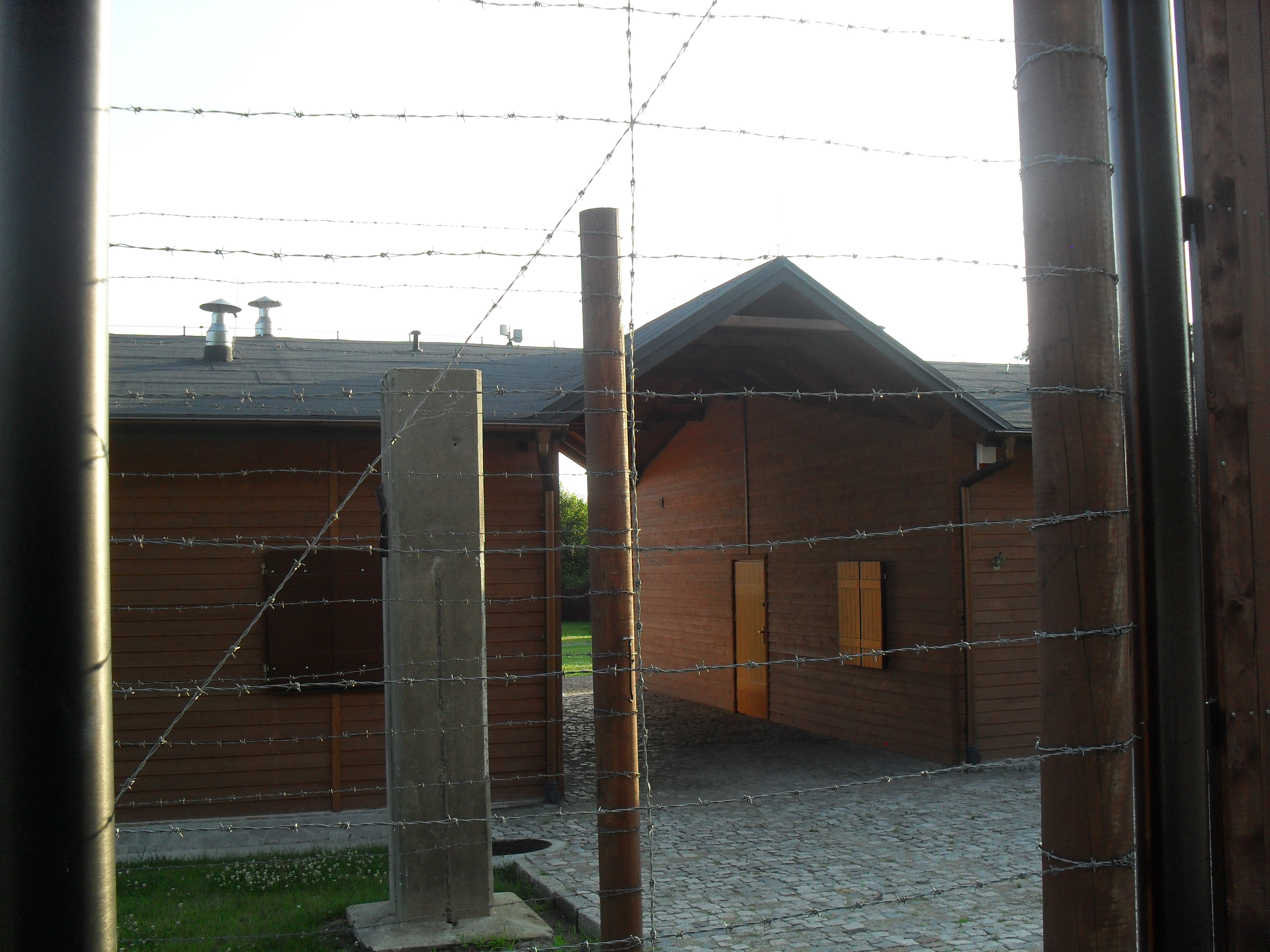
Wiederaufgebaute Lagerbaracken
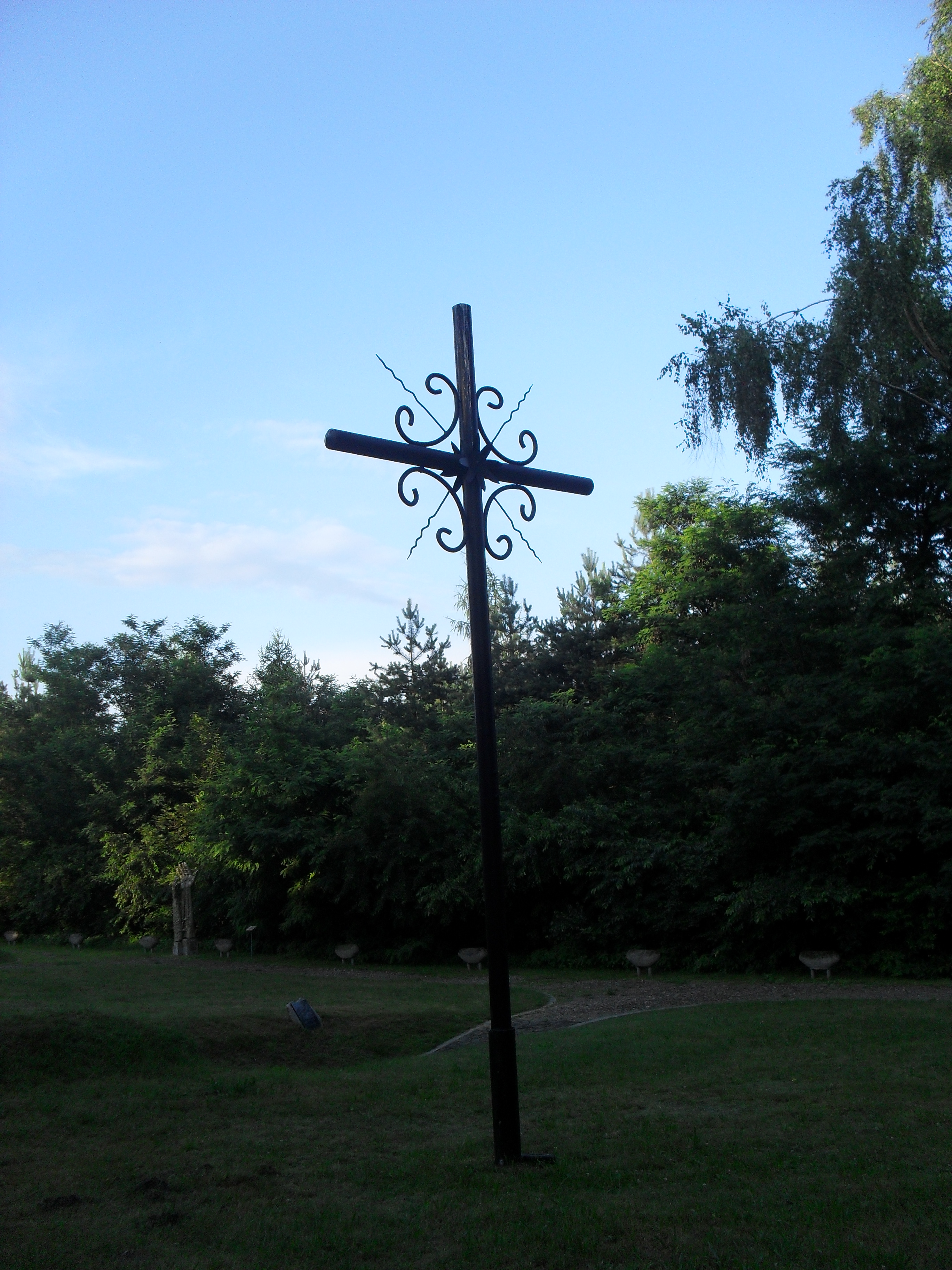
Kreuz auf dem Berg Śmierci
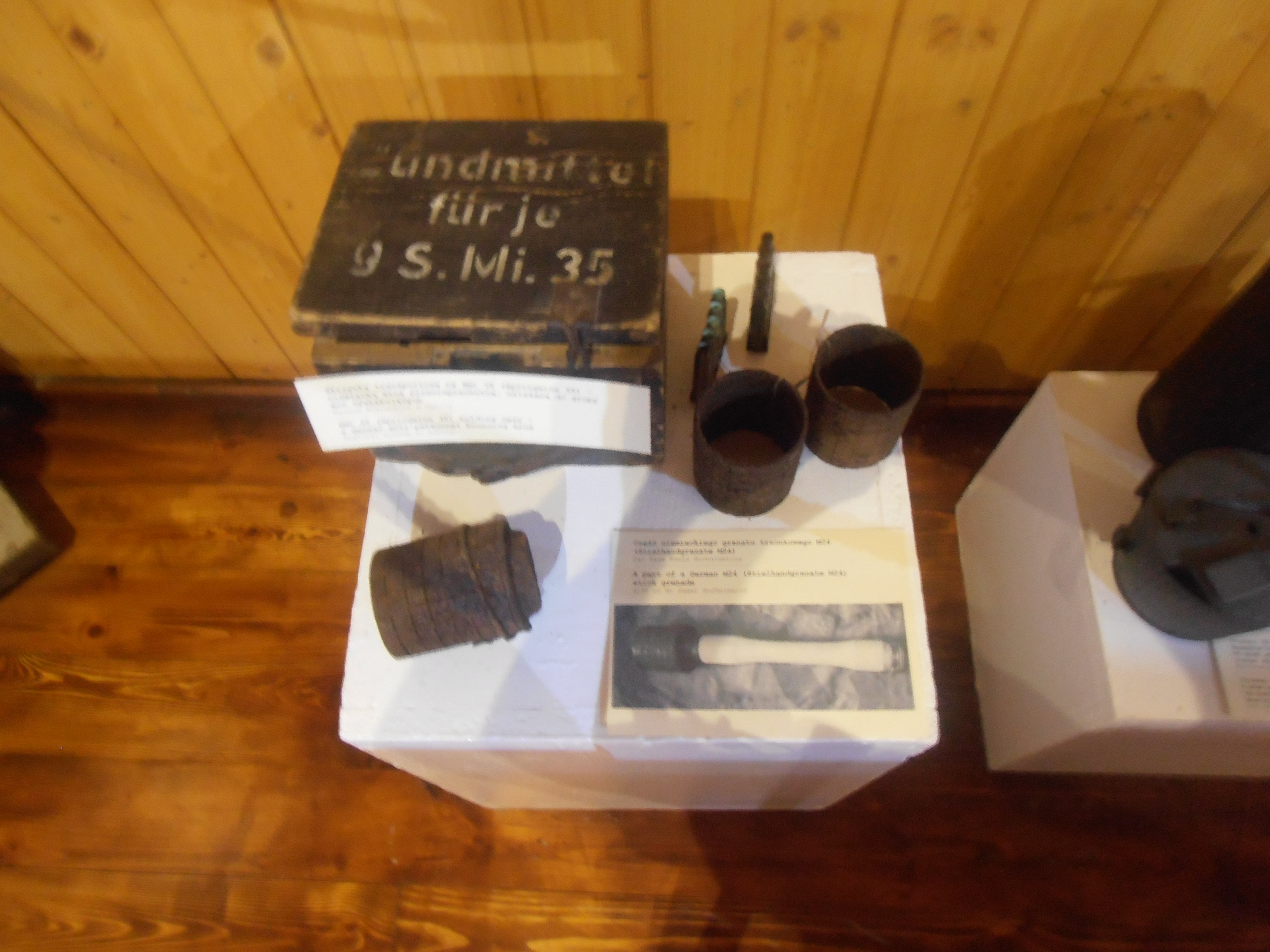
SS-Truppenübungsplatz Heidelagermuseum
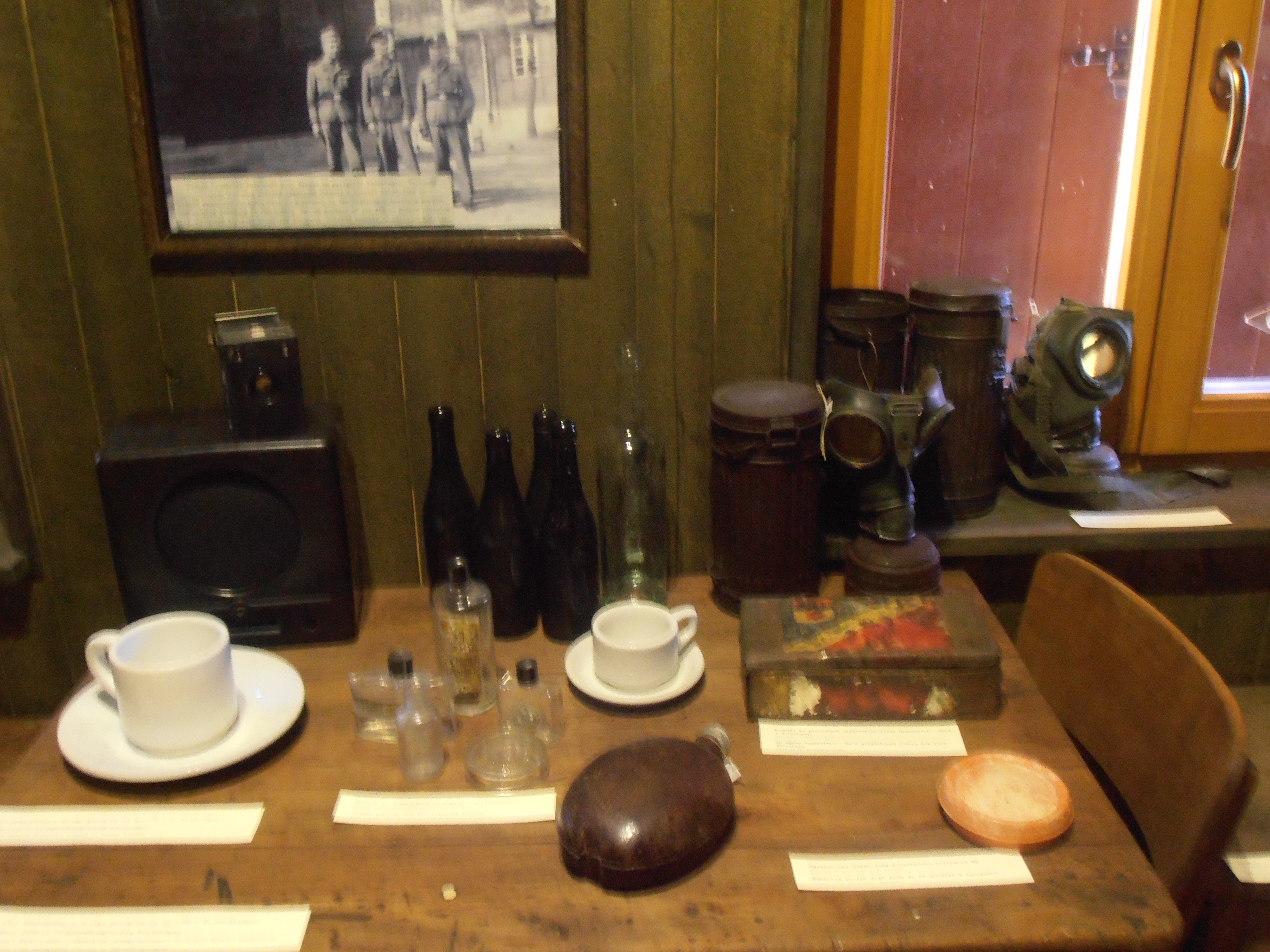
Büro des Lagerkommandanten Bernhardt Voss
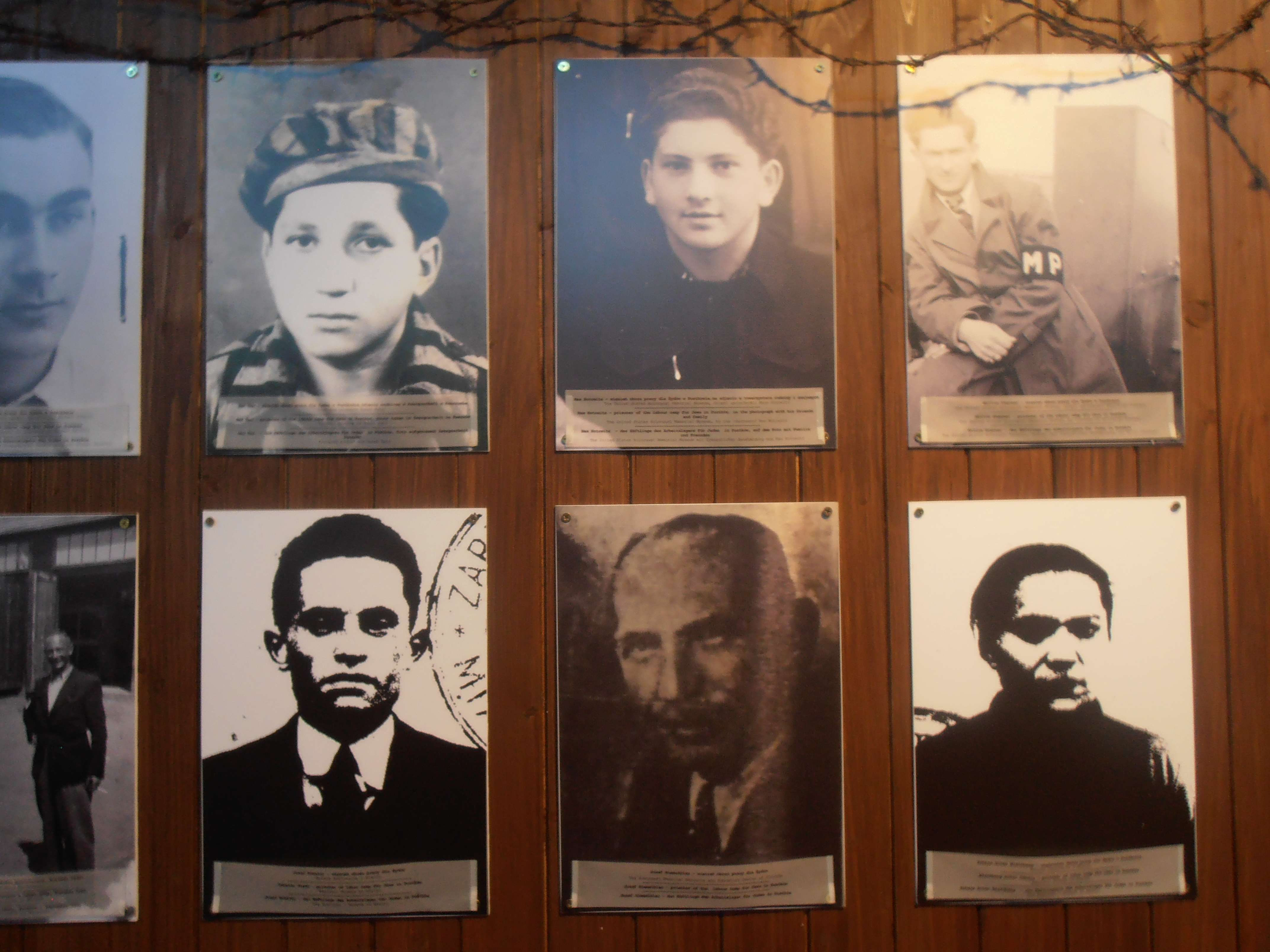
Photographien von SS-Truppenübungsplatz Heidelager
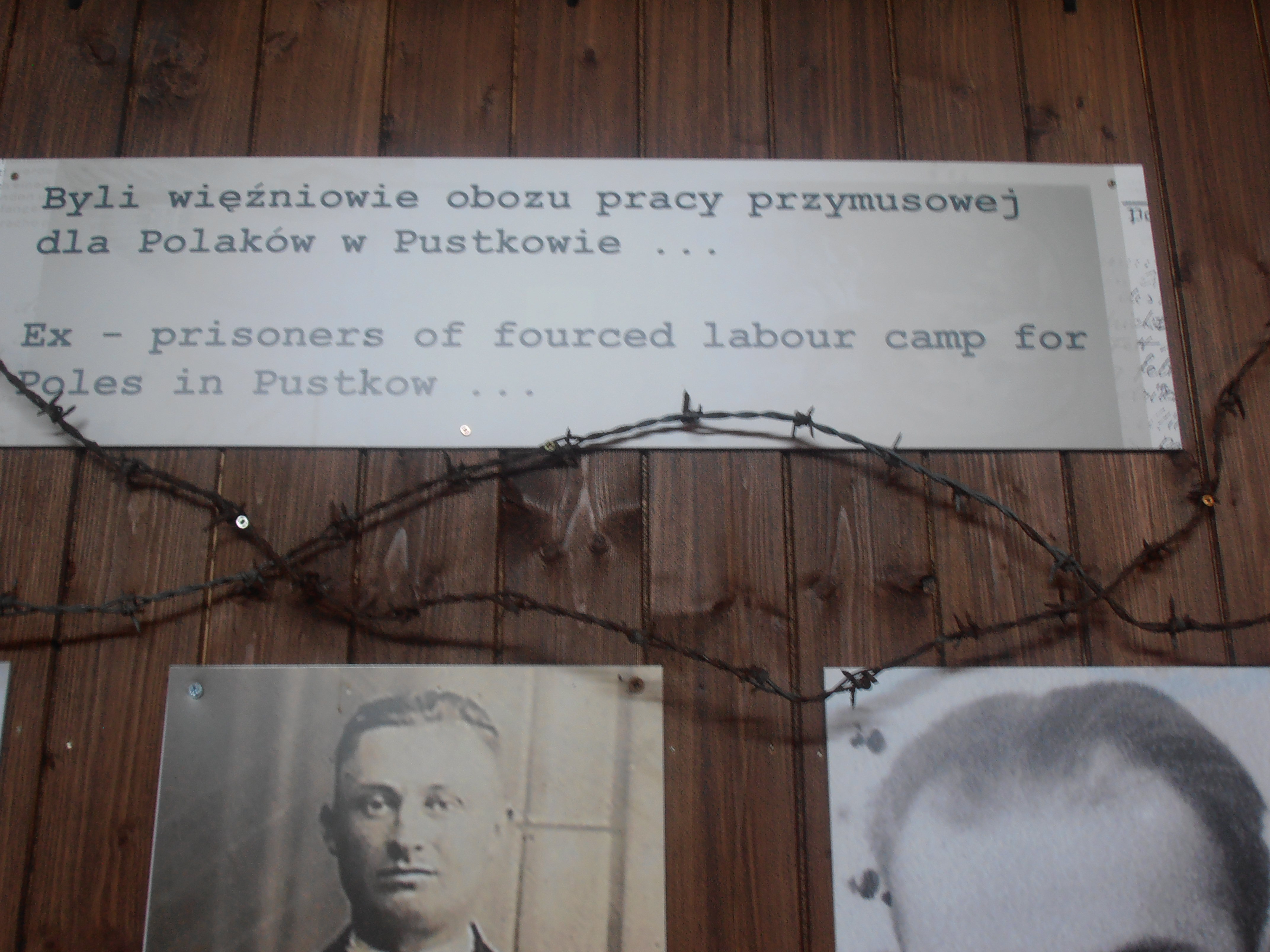
Photographien von SS-Truppenübungsplatz Heidelager
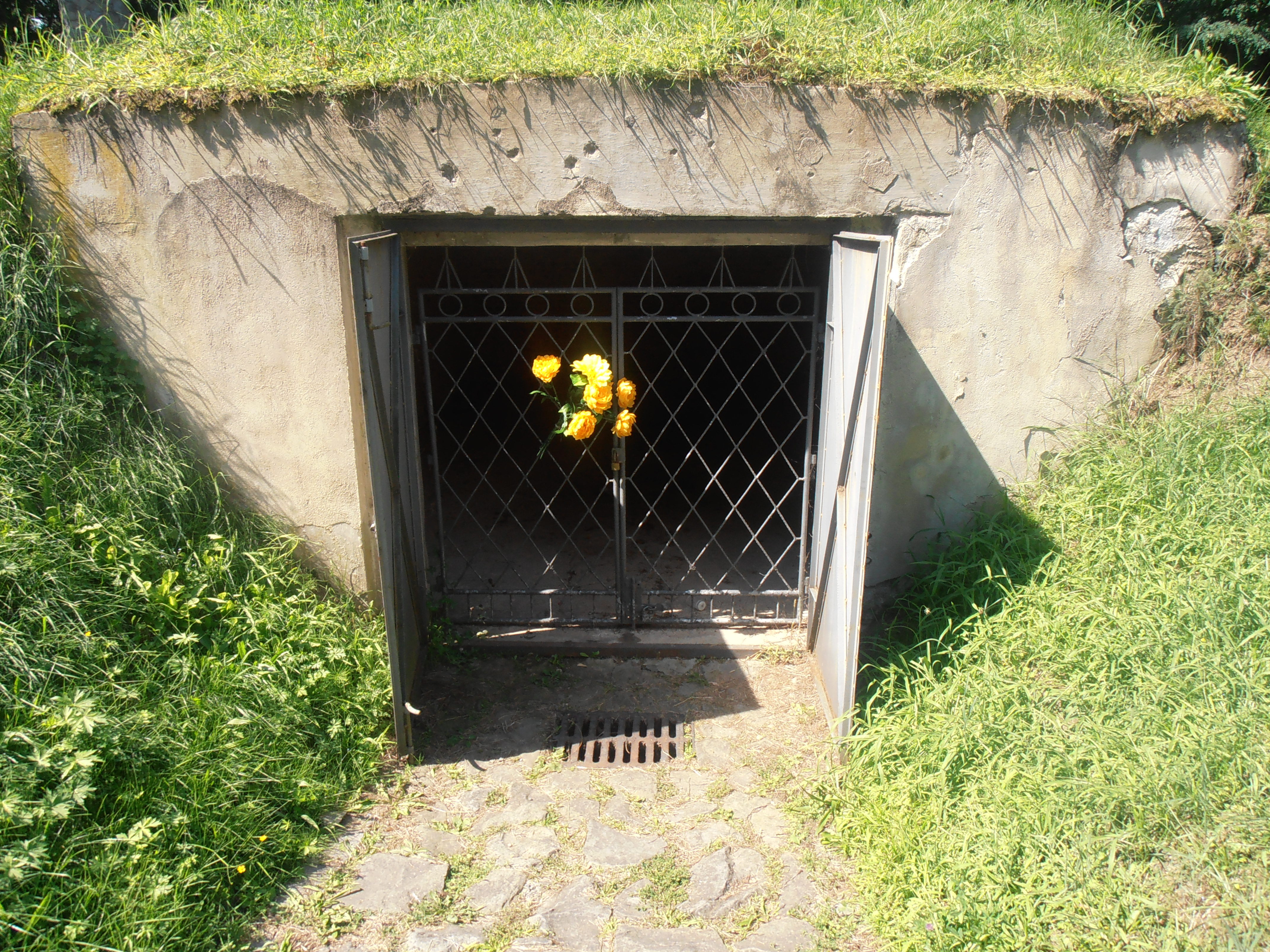
Krematorium auf dem Berg Śmierci, bei Pustków
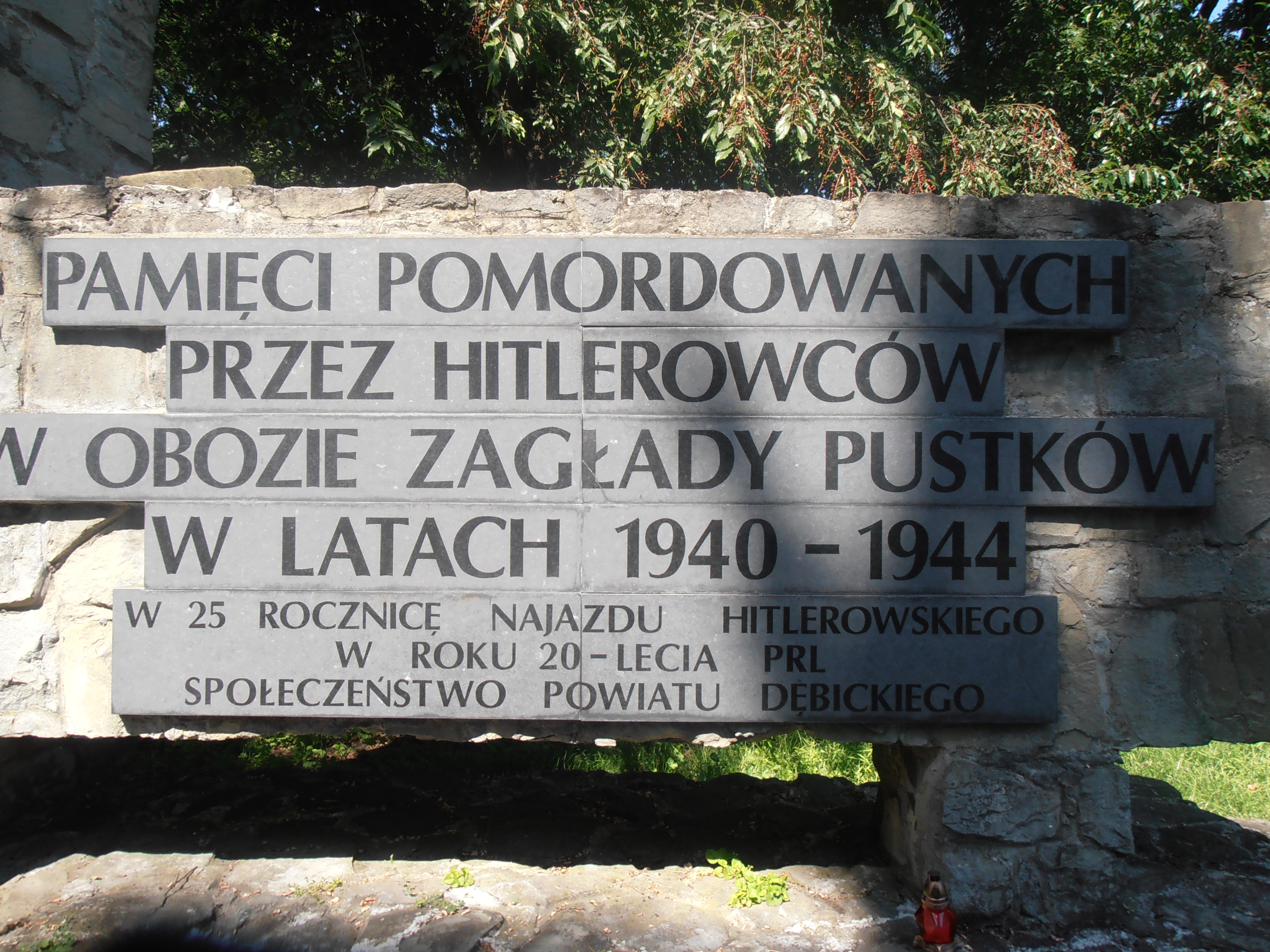
Gedenkstätte Góra Śmierci
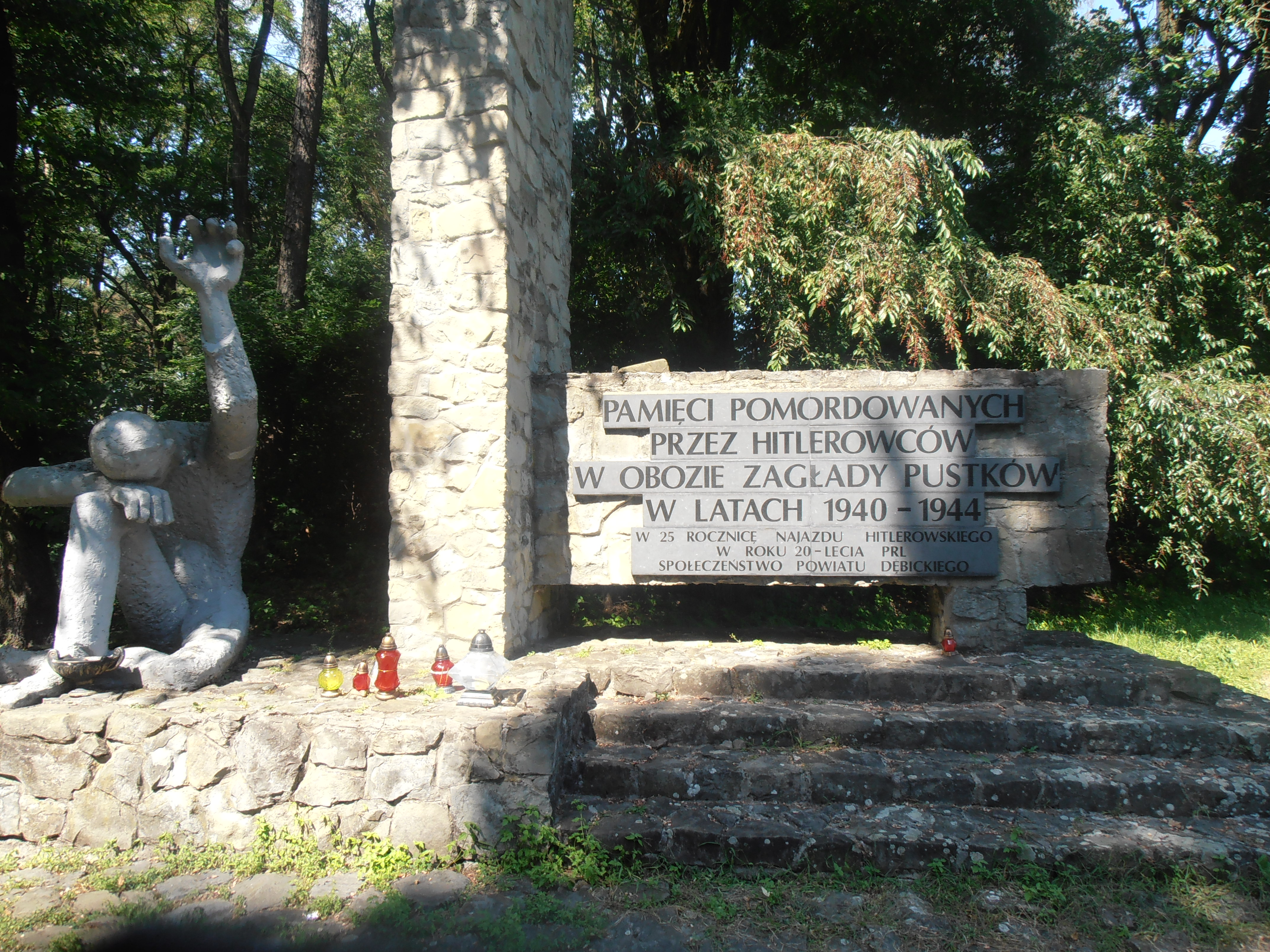
Gedenkstätte Góra Śmierci
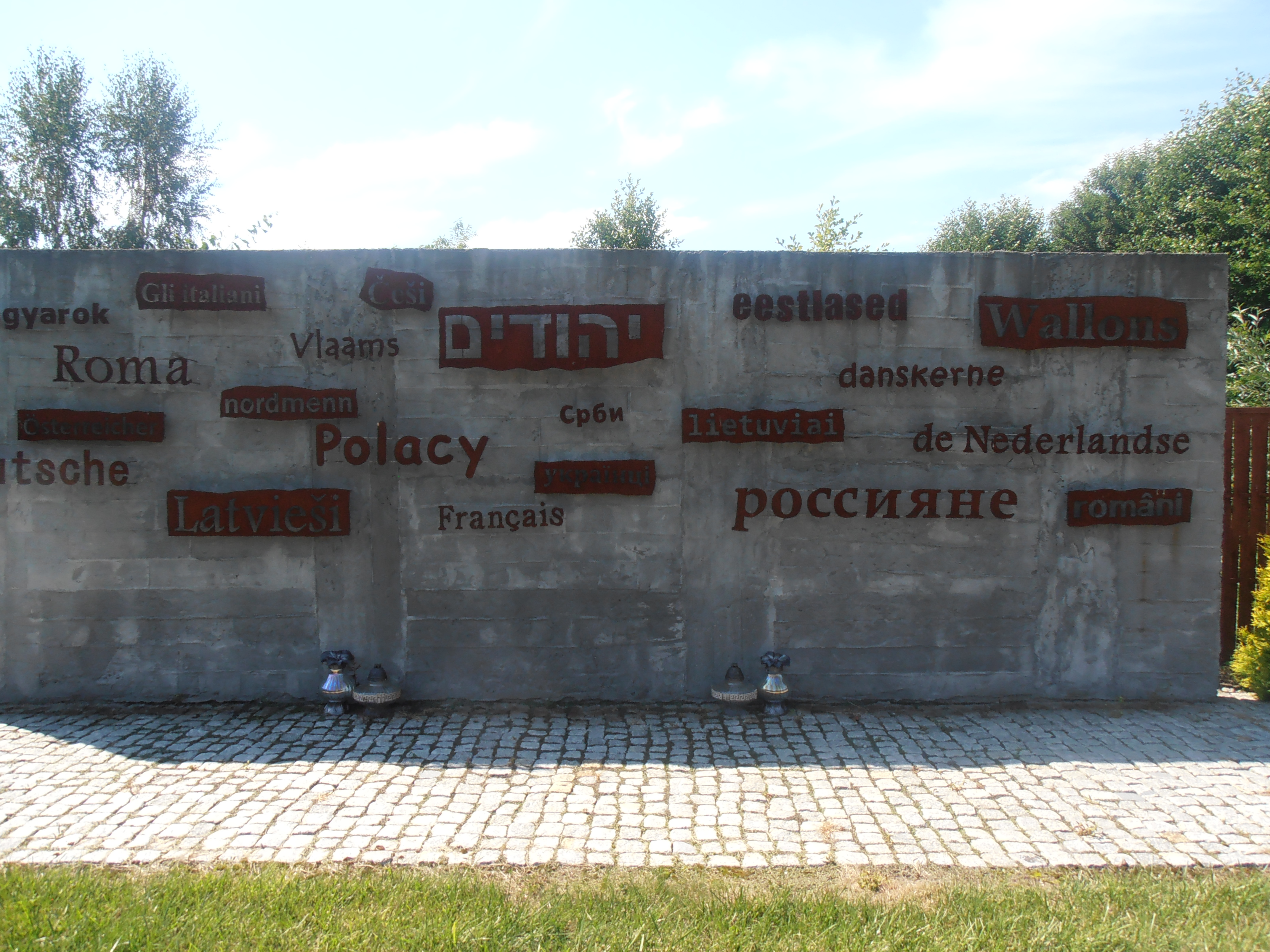
Friedensgedenkstätte auf SS-Truppenübungsplatz Heidelager